# Nocticanace takagii
Nocticanace takagii är en tvåvingeart som beskrevs av Ichiro Miyagi 1965. Nocticanace takagii ingår i släktet Nocticanace och familjen Canacidae. Inga underarter finns listade i Catalogue of Life.